# Omega Flight
Az Omega Flight egy, a Marvel Comics kiadásában megjelent ötrészes mini-képregénysorozat, mely 2007-ben jelent meg az Egyesült Államokban. A képregény írója Michael Avon Oeming, rajzolója Scott Kolins.

## A megjelenés története
A Marvel az új, a Civil War sorozat eseményeihez kötődő képregényt a 2006-os torontói Comic Book Expón jelentette be és elárulták, hogy alkotói Michael Avon Oeming és Scott Kolins lesznek. Oeming és Kolins már korábban is dolgoztak együtt a 2005-ben megjelent Thor: Blood Oath című minisorozaton. Ekkor a hírek még egy rendszeresen megjelenő sorozatról szóltak. Egy interjúban Oeming eloszlatta azt a korai híresztelésekkel miszerint a sorozat a szuperhősök polgárháborúja elől Kanadába szökő hősökről fog szólni. Ugyanitt azt is elmondta, hogy az eredeti Alfa Különítményből legalább egy hős vissza fog térni azok közül akik korábban a New Avengers 16 számában, látszólag, meghaltak. A Marvel által kiadott első, az új Omega Különítményt ábrázoló rajzon az Őrszem, a Pók, Talizmán, USA Ügynök és Beta Ray Bill voltak láthatók.
Ez már nem apáitok Alfa Különítménye.
Egy későbbi interjúban Oeming elmondta, hogy a sorozat már a Civil War eseményei után játszódik és hogy Sasquatch is szerepelni fog a sorozatban. Mikor 2007. január közepén megjelent a Marvel weboldalán az Omega Flight első számának ismertetője, kiderült hogy az előzőleg havi sorozatként bejelentett képregény csupán egy ötrészes minisorozat lesz. Oeming ezt azzal magyarázta, hogy a Marvel számos új sorozatot fog megjelentetni a Civil War után és így néhány sorozatnak előbb bizonyítania kell piacképességét. Az Omega Flight azért esett ebbe a kategóriába, mivel az eredetileg a kanadai piac számára megalkotott szuperhőscsapat kalandjai sohasem teljesítettek kimagasló eredménnyel az amerikai piacon. Emellett a Marvel fenntartotta a lehetőségét annak, hogy a sorozat havilap lehessen amennyiben az eladási mutatók megfelelőnek bizonyulnak.
Észak-Amerika legnagyobb képregény nagykereskedője, a Diamond jelentése szerint az Omega Flight első és második számának utolsó példánya is gazdára talált. A Marvel bejelentette, hogy az első részét újranyomtatják és új borítóval kerül ismét kiadásra.

## A cselekmény
|  | Alább a cselekmény részletei következnek! |

## Tények és érdekességek
Miközben a Marvel képregényeiben, akárcsak a valóságban, az Egyesült Államok elnöke George W. Bush, a kanadai miniszterelnök a képregényben nem Stephen Harper, hanem egy nő. Kanada utolsó miniszterelnöknője Kim Campbell volt, aki 1993 júniusa és novembere között töltötte be ezt a pozíciót. Joe Quesada ezt azzal magyarázta, hogy a történet eredeti verziójában a Roncsbrigád megrohamozza a Ottawát és átveszi a hatalmat egy időre. Ebben a jelenetben azonban nem akartak valós személyeket felhasználni, ezért döntöttek egy fiktív miniszterelnöknő mellett. A történet időközben megváltozott, de a szereplők maradtak.

## Külső hivatkozások
- Omega Flight #1 a Marvel.com oldalain
- Omega Flight #2 a Marvel.com oldalain
- Omega Flight #3 a Marvel.com oldalain
- Omega Flight #4 a Marvel.com oldalain
- Omega Flight #5 a Marvel.com oldalain
- Michael Avon Oeming – Omega Flight AlphaFlight.net interjú
- Scott Kolins – Leading Up To Omega AlphaFlight.net interjú
- Scott Kolins – Omega Going Mini AlphaFlight.net interjú
- Taking Omega Flight Wizard Entertainment interjú
- Newsarama.com: New Jow Fridays – Week 35, a weekly Q&A with Joe Quesada
- Mike Oeming Discusses His Omega Flight Plan Newsarama interjú